# まじかるキッズどろぴー
『まじかるキッズどろぴー』（MAGICAL DOROPIE）は、1990年12月14日にビック東海によって発売された、ファミリーコンピュータ用横スクロールアクションゲームである。
開発はビック東海が行い、音楽はファミリーコンピュータ用ソフト『突然! マッチョマン』（1988年）を手掛けた横山清と、アーケードゲーム『ビューポイント』（1992年）を手掛けた加瀬正紀が担当した。日本国外では『The Krion Conquest』と言うタイトルで発売された。日本版と日本国外版の主な違いは、ビジュアルシーンがオープニングのみである点と、表現上の制限のためにステージクリア時に現れる六芒星の魔法陣が表示されなくなっている点である。また、一部の固有名詞も変更されており、ゲーム中のテキストでは、どろぴー→Francesca、悪玉帝国→Krion Empireという変更が確認できる。

## ゲーム内容
突如現れた「悪玉帝国」を名乗るロボット軍団を倒して、世界の危機を救う事を目的としたゲームである。このロボットに対して通常兵器は無効であり、そのために魔法の使える「どろぴー」を、最後の切り札として少年「カゲマル」が召喚した。プレイヤーは「どろぴー」を操作し、6種類の魔法を駆使して、各ステージ＋ボス戦から成る全5ステージを、ステージ1から順に攻略してゆく。
本作はオープニングやステージ間にビジュアルシーンを挿入したなど、ファミリーコンピュータのゲームとしては挑戦的な試みが為されている。しかし、同じアクションゲームである点を考慮しても、武器の切替・敵のアルゴリズムを読んだ戦鬪といったゲームシステムから、BGMや効果音・グラフィックの雰囲気に至るまで『ロックマンシリーズ』（特にファミリーコンピュータでの作品、以下『ロックマン』）の影響が強く見受けられる。そのため、ゲーム雑誌等において「ロックマンもどき」と紹介される場合が多い。ただ、それまで『ロックマン2 Dr.ワイリーの謎』（1988年）の特殊武器でしか採用されていなかった溜め打ちシステムを『ロックマン4 新たなる野望!!』（1991年）に先んじて通常弾に導入したり、画面全体に有効な攻撃を『ロックマン4』に先んじて導入したなど、独自性も見受けられる。また、ボス前に警告メッセージが出る演出も『ロックマンX4』に先駆けて採用した。
もっとも、溜め撃ちシステム自体は、アーケードにて稼働したジャレコの『フォーメーションZ』（1984年）まで遡る事ができ、本作が最初ではない。
なお2004年には、携帯電話ゲームとして移植もされた。

### ステージ構成
全5ステージだが、ステージ4までは各3エリア＋ボス戦の構成である。ステージ5のみは構成が異なる。
ステージ1
エリア1と2は、主に近代都市の地下道である。エリア3が、その奥に作られた悪玉帝国の基地という構成である。
ステージ2
寒冷地に建設された、悪玉帝国の基地である。ステージ全体を通して、ほぼ全ての床が凍結しており、移動しづらい。エリア2の最後に、基地入り口を守る中ボスが居る。
ステージ3
悪玉帝国の水中基地であり、ステージ全体を通して水中を進む。水中では地上に比べて、プレイヤーキャラクターのジャンプが高い。この面のみ、ライフゲージの隣に「酸素ゲージ」が表示される。酸素ゲージは水中に居ると減っていき、ゲージが0になると代わりにライフが減ってゆく。つまり、水中では時間制限がかかる。なお、エリアの所々に空気が溜まっている空間が存在し、水中から飛び出すと酸素ゲージは全回復する。
ステージ4
都市上空に浮かぶ、悪玉帝国の空中要塞である。上方向へのスクロールが多く、ブルームの魔法で進む事が必須である。
ステージ5
悪玉帝国の宇宙基地である。ロムカセットの容量の都合でステージがカットされたため、開始して少し進むと、すぐボス戦に突入する。

### 攻撃魔法
全ての魔法は、最初から所持している。なおカッコ内は、使用する魔法を選択した際のどろぴーの服の色である。ノーマルに限らず、フリーズ、レーザーボール、シールド、ブルームに『ロックマン』の武器エネルギーのような、システムによる回数制限は存在しない。ただし、ファイアの全体攻撃には制限が有る。
ノーマル（赤）
まっすぐ飛ぶ弾を発射する。上方向に撃つ事も可能である。
さらに、ボタンを押し続ける事により、威力の高い溜め撃ちが可能である。ただ『ロックマン』とは異なり、中途半端なチャージでは弾が発射されない。
ファイア（ピンク）
選択してメニューを閉じると火の鳥が出現し、攻撃演出の後に画面中の全ての敵にダメージを与える。使用するとライフが4ポイント減少する。ライフが4ポイント以下の場合は、全体攻撃は発動しない。
全体攻撃発動後は、ノーマルと同じ弾を発射出来る。ただし、溜め撃ちは出来ない。
フリーズ（水色）
通常弾はノーマルと同じである。ただ溜め撃ちによって、敵を一定時間凍結させる弾を発射する。凍結中の敵に接触してもダメージを受けず、通過する事が出来る。
レーザーボール（黄緑）
通常弾が斜め上に発射され、壁で反射するレーザーボールになる。複数回反射させる事も可能だが、溜め撃ちは出来ない。
シールド（オレンジ）
通常弾はノーマルと同じだが、溜め撃ちによって、その場の前方に敵の弾を消すシールドを作る。シールドは一定時間が経過すると消滅する。
ブルーム（紫）
飛行アイテムである「魔法のホウキ」を前方に出す。消費するエネルギーが無いので無制限に空を飛べるものの、移動方向は左右と上のみで、一旦動き出すと停止が出来ず、壁に接触すると消滅するなど、操作には制約が多い。
また、ホウキを出す他に、ノーマルと同じ弾も発射可能であり、1発目を発射した方向にホウキが移動を開始する。ただし溜め撃ちは出来ない。
なお、ホウキに乗っている間であっても、魔法を切り替えが可能である。

### 隠しキャラクターでのプレイ
タイトル画面でコマンドを入力する事で使用可能な隠しキャラクターが存在し、プレイヤーキャラクターを変更できる。また、一部アイテムもプレイヤーキャラクター変更に合わせて変更される。その際に選択できるキャラクターは、以下の通りである。
カゲマル
カゲマルを操作してプレイする事ができる。銃を使って各種攻撃を行い、どろぴー同様、選択武器によってカラーリングが変化する。ブルームの魔法で出現するホウキには、どろぴーのグラフィックで時々見られる水晶球のような物がセットされている。
どろぴー別コスチューム
ベレー帽とパーカーコートを着用した、カジュアルなスタイルのどろぴー。ブルームの魔法はホウキの代わりに、ハートの矢を出現させる。本体、ブルームに加え、1upアイテムのグラフィックも別の物が用意されている。
これらのキャラクターの相違点は、服装のグラフィックのみである。攻撃方法や挙動、ステージ間のストーリービジュアルは、通常のプレイ時と一切変わらない。さらに、ラスボスの機神帝との戦鬪時は、通常のどろぴーに戻る。また、アクションパートグラフィックの顔部分は、キャラクターごとに描き分けられておらず、カゲマルを選択しても、どろぴーと同じ顔の描写である。

## 登場キャラクター

### 主なキャラクター
どろぴー
このゲームのヒロインである。魔法の力に脅威を感じている悪玉帝国によって、魔法使いが封印され続けている中で、最後に残った魔女である。最終ボスである極楽機神帝とは因縁が有る。
カゲマル
悪玉帝国に対抗できる魔法の力を探す為に雇われた傭兵である。魔法使いを召喚するためのアイテムを入手したため、帝国のロボットに追われていた際に、召喚アイテムが起動し、出現したどろぴーに助けられる。
極楽機神帝
悪玉帝国のボス。かつて魔界を荒らし回った魔女だったが、どろぴーによって魔力を奪われ、人間界に封印されていた。その封印が原因で機械だらけの身体となってしまったが、封印されて以来は静かに眠っていたらしい。しかし、封印されていた地を人間達に荒らされた事に怒り、新たな機械の力でロボット軍団を作り上げ、人間の世界に宣戦布告した。

### ボスキャラクター
各エリアの最後にはボスが配置されており、ボスキャラを倒すとステージクリアである。ステージ5以外は戦鬪開始前に登場演出があり、その後に名称、パワー、スピード、必殺技名などが記されたスペック解説画面が表示される。
サンダーナイト
ステージ1のボス。全身がエネルギー粒子のような不定形物質で形成されており、エネルギー体に姿を変えて画面内を飛び回る攻撃を仕掛けてくる。ヒューマノイド型の時以外はダメージを与えられない。
ユキマル
ステージ2のボス。悪玉帝国の小型ロボット数体が合体した、雪ダルマのような姿のロボットである。合体分裂を繰り返して、体当たり攻撃を仕掛けてくる。合体してヒューマノイド型になった時以外はダメージを与えられない。
アクアナイト
ステージ3のボス。ヒューマノイド型ロボット形態から、潜行形態へ変形出来る水中用ロボットである。潜行形態での突進や、魚雷で攻撃してくる。このボスもヒューマノイド型の時以外はダメージを与えられない。
スカイホーク
ステージ4のボス。空中に浮遊している大型のロボットで、スプライトではなくBGを利用して描かれている。弱点が狙いづらい所に有るので、魔法を駆使しないと倒せない。胴体側面のハンマーと、ボディ下部から発射されるミサイルで攻撃してくる。また、どろぴーがブルームの魔法を使って弱点を攻撃できる高さに居ると、突進して攻撃を阻んでくる。
名称不明
ステージ5の最初のボス。ゲーム中では名前が確認できない。ステージ1、2、3のボスに比べて大型の女性型ロボットである。素早い動きで画面のあちこちに現れ、誘導弾を撒いて攻撃してくる。
偽どろぴー（正式名称不明）
上記の名称不明ボスを倒すと、破片が融合し、蒼いどろぴーになって再び襲ってくる。画面内をワープで動き回り、チャージノーマル弾と、レーザーボールで攻撃してくる。なお、隠しキャラクターを使用している場合は、そのキャラクターと同一の姿になる。
極楽機神帝
魔力を取り戻し巨大化した機神帝で、本作の最終ボスである。掌から高威力、高速のエネルギー弾を撃って攻撃してくる。不安定な足場から、機神帝の体のあちこちに移動する攻撃ポイントを狙う必要が有る。

## 移植版
| No. | タイトル               | 発売日        | 対応機種                        | 開発元     | 発売元 | メディア                                  | 型式 | 備考 |
| --- | ---------------------- | ------------- | ------------------------------- | ---------- | ------ | ----------------------------------------- | ---- | ---- |
| 1   | まじかるキッズどろぴー | 2004年1月14日 | ボーダフォンライブ! （Vアプリ） | ビック東海 | 元気   | ダウンロード （元気トリキリゲームランチ） | -    |      |

## スタッフ
- プログラマー：T.ISHIHARA、岡田覚、蛭田浩二
- 音楽、効果音：横山清、加瀬正紀
- ヘルパー、アシスト：きのとしや、H.ONDA、T.SUZUKI-A、T.SUZUKI-B
- プログラム企画：関友己、S.KAGAWA
- スペシャル・サンクス：F.TAKADA、あさのくにのり、M.USAMI
- カバーイラスト：ローレンス・フレッチャー（北米版）

## 評価
ゲーム誌『ファミコン通信』の「クロスレビュー」では合計23点（満40点）、『ファミリーコンピュータMagazine』の読者投票による「ゲーム通信簿」での評価は以下の通りで、18.07点（満30点）だった。
| 項目 | キャラクタ | 音楽 | 操作性 | 熱中度 | お買得度 | オリジナリティ | 総合  |
| 得点 | 3.18       | 3.53 | 2.75   | 2.94   | 2.97     | 2.71           | 18.07 |